# Parker (Colorado)
Pour les articles homonymes, voir Parker.
Parker est une localité américaine située dans le comté de Douglas, dans le Colorado. Selon le recensement de 2010, Parker compte 45 297 habitants.

## Géographie
La municipalité s'étend sur 20,49 milles carrés (53,07 km2).

## Histoire
D'abord appelée Pine Grove, la ville est renommée en l'honneur de son premier receveur des postes, James S. Parker.
Dans les années 1960-1970, un projet de modernisation de la ville est lancé. Le premier candidat astronaute afro-américain Ed Dwight est impliqué dans le projet en tant que promoteur immobilier. Le projet est finalement annulé pour causes financières.

## Démographie
La population de Parker est estimée à 51 163 habitants au 1er juillet 2016.
| Groupe                           | Parker | Colorado | États-Unis |
| -------------------------------- | ------ | -------- | ---------- |
| Blancs                           | 90,2   | 87,5     | 76,9       |
| Métis                            | 3,7    | 3,0      | 2,6        |
| Asiatiques                       | 3,4    | 3,3      | 5,7        |
| Afro-Américains                  | 1,6    | 4,5      | 13,3       |
| Amérindiens                      | 0,2    | 1,6      | 1,3        |
|                                  |        |          |            |
| Hispaniques et Latino-Américains | 8,9    | 21,3     | 17,8       |

Le revenu par habitant était en moyenne de 39 869 dollars par an entre 2012 et 2016, supérieur à la moyenne du Colorado (33 230 dollars) et à la moyenne nationale (29 829 dollars). Sur cette même période, 4,8 % des habitants de Parker vivaient sous le seuil de pauvreté (contre 11,0 % dans l'État et 12,7 % à l'échelle des États-Unis).
| 1990  | 2000   | 2010   | - | - | - |
| ----- | ------ | ------ | - | - | - |
| 5 450 | 23 558 | 45 297 | - | - | - |